# 特工008
《特工008》（俄语：Непобедимый，又译《人间兵器3:东部来客》、《内部危机》），导演和编剧都是奥列格·波戈金，主演弗拉基米尔·叶皮凡采夫、奥莉加·法捷耶娃。

## 剧情
俄罗斯联邦情报局特工“伊戈尔·克列姆涅夫”在南美洲国家哥伦比亚的一系列行动都失败了，因此他被降级。俄罗斯联邦政府得知俄罗斯石油大亨“索尔金”偷税漏税和企图颠覆政府，于是派遣伊戈尔·克列姆涅夫去欧洲逮捕其助手“米哈伊尔·谢里克”，同时他遇到了女间谍“奥拉娃”，他一直认为女间谍是索尔金派来的，而且谢里克在边上不停地煽风点火，最后索尔金的助手被俄罗斯联邦政府逮捕，但是由于他拥有巨额资金，向联邦政府的十多位高官行贿得以出狱，换了个姓名继续逍遥法外，而伊戈尔·克列姆涅夫也烧掉了自己在森林的房子。

## 演出
- 弗拉基米尔·叶皮凡采夫（俄语：Епифанцев, Владимир Георгиевич） 出演 伊戈尔·克列姆涅夫
- 奥莉加·法捷耶娃 出演 奥拉娃
- 谢尔盖·阿斯塔霍夫 出演 米哈伊尔·谢里克

## 上映
该片是俄罗斯生产的动作大片。
该片在2009年登陆中国大陆。